# 可数名词
可數名詞（英語：countable noun）是有單數和复數形式的，可以被數詞修饰的名詞。也可理解為可知準數量詞。而不可數名詞（英語：uncountable noun）则没有这些属性。
漢語中並不劃分名詞為「可數」或「不可數」，但通常在語意上識別，或在名詞前面加上數詞、量詞以表示事物的數量。